# Tûrân Châh
Al-Malik al-Mu`azzam Tûrân Châh, Al-Mu'adham, Touran Shah ou Tûrân Châh (Turquemin) fut le dernier sultan ayyubide effectif d’Égypte (1249-1250 ), fils de Malik al-Salih Ayyoub.

## Biographie
Son père meurt le 23 novembre 1249 alors que la septième croisade conduite par le roi Louis IX de France a débarqué et pris Damiette. Pour éviter que l’Égypte ne sombre dans l’anarchie ou que les croisés ne profitent de la désorganisation et ne marchent sur Le Caire, Chajar ad-Durr, veuve d’Ayyoub, garde secrète la nouvelle de la mort le temps que Tûrân Châh, le seul fils encore vivant d’Ayyoub, ait le temps de revenir du Diyarbakır où il se trouvait alors. En attendant l’arrivée du nouveau sultan, elle confie le pouvoir à l’émir et généralissime Fakhr al-Dîn ibn al-Sheik, qui se révèle un sage administrateur. Mais l’annonce du décès d’Ayyoub finit par se répandre parmi la population égyptienne et parvient aux croisés. Ceux avaient d’ailleurs décidé de marcher sur Mansourah et étaient partis trois jours avant la mort du sultan. Fakhr al-Dîn réussit à les retarder, mais ne peut pas les empêcher de prendre la ville de Mansourah. Seule la citadelle, commandée par les mamelouks résiste aux croisés. Mais les fièvres déciment l’armée croisée qui doit battre retraite vers Damiette, et finit capturée avec son roi.
Tûrân Châh arrive alors au Caire. Ayant passé sa vie en Mésopotamie, il n’est pas connu des Égyptiens. Il avait passé sa jeunesse à étudier la jurisprudence, la dialectique et la théologie, mais son grand-père Al-Kamil s’était vite rendu compte que ses études échouaient à corriger sa lourdeur d’esprit et son manque de jugement. L’écrivain musulman Maqrîzî le qualifie de sot. Et, de fait, il accumule les erreurs et les maladresses dès son arrivée au pouvoir. Il place aux commandes du sultanat ses favoris qui l’avaient accompagnés du Diyarbakır et les comble de fiefs qu'il a retiré aux Mamelouks. Or ceux-ci ont placé son père sur le trône dix ans auparavant et sont les artisans de la résistance à Mansourah face aux croisés, ainsi que de la capture de l'armée croisée. Faisant preuve d'inconscience, il menace les chefs mamelouks et réclame à sa belle-mère Chajar ad-Durr, qui pourtant lui avait permis d'accéder au trône, les domaines que lui avait donnés son père.
Un groupe de mamelouks dirigé par l’officier arbalétrier Baybars, décide de passer à l’action. Le 2 mai 1250, à l’issue d’un banquet organisé par le sultan, les mamelouks bahrites font irruption dans la tente où se tient ce banquet. Tûrân Châh pare l'attaque avec son sabre, mais a plusieurs doigts tranchés. Il s'enfuit de la tente et se réfugie dans une tour en bois à laquelle les mamelouks mettent le feu. Il se jette alors du haut de la tour et court vers le fleuve, espérant se sauver sur une barque amarrées au rivage. Une pluie de flèches l'en empêche, et il plonge dans le Nil, mais doit revenir sur la berge, ne sachant pas nager. Rattrapé, il est massacré sans pitié.
Les mamelouks nomment sultane sa belle-mère, Chajar ad-Durr, qui épouse leur chef ‘Izz al-Din Aybak, fondant ainsi la dynastie bahrite (1250-1382).

### Sources
- René Grousset, Histoire des croisades et du royaume franc de Jérusalem - III. 1188-1291 L'anarchie franque, Paris, Perrin, 1936 (réimpr. 2006), 902 p.
- Amin Maalouf, Les Croisades vues par les Arabes, J’ai lu, 1983 (ISBN 978-2-290-11916-7)